# Mala Rudka, Dîkanka
Mala Rudka (în ucraineană Мала Рудка) este un sat în comuna Velîka Rudka din raionul Dîkanka, regiunea Poltava, Ucraina.

## Demografie
Componența lingvistică a localității Mala Rudka
     Ucraineană (97,7%)
     Rusă (2,3%)
Conform recensământului din 2001, majoritatea populației localității Mala Rudka era vorbitoare de ucraineană (97,7%), existând în minoritate și vorbitori de rusă (2,3%).